# دارم عاشقت میشم (فیلم)
دارم عاشقت میشم (به هندی: Aap Mujhe Achche Lagne Lage) فیلمی محصول سال ۲۰۰۲ و به کارگردانی ویکرام بات است. در این فیلم بازیگرانی همچون هریتک روشن، آمیشا پاتل، کیران کومار، آلوک نات ایفای نقش کرده‌اند.